# Cristina Teuscher
Cristina Teuscher (* 12. März 1978 in der Bronx, New York City) ist eine ehemalige amerikanische Schwimmerin und Olympiasiegerin. 

## Karriere
Cristina Teuscher gewann bei den Schwimmweltmeisterschaften 1994 in Rom die Silbermedaille über 400 Meter Freistil hinter der Chinesin Yang Aihua. Eine zweite Medaille erhielt sie als Startschwimmerin der amerikanischen 4-mal-200-Meter-Freistilstaffel, die in der Besetzung Teuscher, Jenny Thompson, Janet Evans und Nicole Haislett die Bronzemedaille hinter den Chinesinnen und den Deutschen gewann.
1995 siegte sie bei den Panamerikanischen Spielen über 200 Meter Freistil und belegte hinter ihrer Landsfrau Brooke Bennett den zweiten Platz über 400 Meter Freistil. Außerdem gewann sie mit den Freistilstaffeln.
Bei den Olympischen Spielen in Atlanta erreichte sie dreimal das Finale. Nach dem sechsten Platz über 200 Meter Freistil und dem achten Platz über 400 Meter Freistil gewann sie mit der 4-mal-200-Meter-Freistilstaffel in der Besetzung Trina Jackson, Cristina Teuscher, Sheila Taormina und Jenny Thompson Gold vor der deutschen Staffel.
1998 gewann Teuscher bei den Weltmeisterschaften in Perth zusammen mit Lindsay Benko, Brooke Bennett und Jenny Thompson Silber hinter der deutschen 4-mal-200-Meter-Fresitilstaffel. Bei den Olympischen Spielen 2000 in Sydney trat sie nur über 200 Meter Lagen an und gewann Bronze hinter der Ukrainerin Jana Klotschkowa und der Rumänin Beatrice Câșlaru. Zum Abschluss ihrer Karriere belegte sie mit der 200-Meter-Freistilstaffel den zweiten Platz bei den Weltmeisterschaften 2001, die Staffel wurde aber wegen eines Wechselfehlers disqualifiziert.
Cristina Teuscher schloss die High School in New Rochelle ab und besuchte von 1996 bis 2000 die Columbia University, obwohl es dort 1996 noch kein Leistungssportprogramm im Schwimmen gab. Sie gewann in den vier Jahren jedes Einzelrennen, zu dem sie für Columbia antrat. 2008 schloss sie am Insead ihr Studium mit dem MBA ab.